# بيل كوكس
بيل كوكس (بالإنجليزية: Bill Cox)‏ هو لاعب كرة قدم بريطاني (وحمل سابقاً جنسية المملكة المتحدة لبريطانيا العظمى وأيرلندا) في مركز الهجوم، ولد في 1880 في ليفربول في المملكة المتحدة، وتوفي في 1915 في برمنغهام في المملكة المتحدة. لعب مع أولدهام أثلتيك وبريستون نورث إيند وليستر سيتي ونادي برادفورد بارك أفنيو ونادي بليموث أرجايل ونادي بوري ونادي دندي وهارت أوف ميدلوثيان وأكرينجتون ستانلي ‏ وRossendale United F.C. ‏.